# Paul Painlevé
Paul Painlevé (5. prosince 1863 Paříž – 29. října 1933 Paříž) byl francouzský matematik a politik.
Byl synem úspěšného majitele tiskárny. Studoval matematiku na École normale supérieure a doktorát získal na Göttingenské univerzitě. Přednášel na Univerzitě v Lille, École polytechnique a na Pařížské univerzitě. V roce 1900 se stal členem Francouzské akademie věd. V roce 1902 získal Řád čestné legie.
Jeho hlavním oborem byly diferenciální rovnice. Zabýval se problémem tří těles a nezávisle na Allvaru Gullstrandovi vypracoval souřadnice pro Schwarzschildovu metriku. Zkoumal rovněž mechaniku tekutin. Vynalezl hazardní hru Multicolore, propagovanou jako bezpečnější alternativu rulety.
Jeho zálibami bylo letectví (v roce 1908 se jako první Francouz proletěl strojem bratří Wrightů) a hudba (přátelil se s Gustavem Mahlerem).
Byl členem Ligy pro lidská práva a Parti républicain-socialiste. Od roku 1910 byl poslancem a v roce 1915 se stal ministrem školství. Od března 1917 byl ministrem války a v září téhož roku byl jmenován předsedou vlády. V listopadu 1917 jej ve funkci nahradil Georges Clemenceau. V roce 1924 kandidoval na prezidenta republiky, avšak zvolen byl Gaston Doumergue. Inicioval spolupráci levicových stran a v letech 1924 až 1925 byl předsedou Národního shromáždění. V čele francouzské vlády stál znovu od dubna do listopadu 1925, zastával rovněž post ministra financí, avšak nepodařilo se mu vyřešit hospodářské problémy země a ztratil důvěru parlamentu. Pak zastupoval Francii ve výboru Společnosti národů pro intelektuální spolupráci a ve vládě Édouarda Herriota byl ministrem letectví. Po vraždě prezidenta Paula Doumera v roce 1932 byl znovu navržen na prezidenta, avšak odmítl kandidovat.
Je pohřben v pařížském Pantheonu. Je po něm pojmenováno pařížské náměstí Place Paul-Painlevé, Laboratoire Paul Painlevé v Centre national de la recherche scientifique a asteroid (953) Painleva.
Jeho syn Jean Painlevé (1902-1989) proslul jako autor přírodopisných filmů.